# 夏県
夏県（か-けん）は中華人民共和国山西省南西部の運城市に位置する県。
戦国時代の強国である魏の首都安邑は夏県の北西の禹王村にあった。また北宋時代の著名な歴史家である司馬光の故郷でもある。

## 歴史
禹は53歳の時、諸侯に擁戴されて安邑で天子となり夏王朝を建てたとされる。安邑は魏の都として栄えたが、秦の圧迫を受け、魏の恵王九年（前361年）に都は大梁（現在の河南省開封市の東南）に移された。
秦朝による中国統一後は安邑県が設置され河東郡の郡治とされた。南北朝時代の北魏になると487年（太和11年）に南安邑県と北安邑県に分割、494年（太和18年）に北安邑県が夏県と改称された。
県内には多くの遺跡や旧跡があり、禹王城遺址、司馬光墓、崔家河墓群、大洋泰山廟、新石器時代の遺跡である西陰村遺跡、青銅器時代の遺跡である東下馮遺跡、薛嵩墓、上馮聖母廟、夏県文廟の9件が全国重点文物保護単位に指定されている。

## 行政区画
- 鎮:瑤峰鎮、廟前鎮、裴介鎮、水頭鎮、埝掌鎮、泗交鎮、禹王鎮
- 郷:尉郭郷、胡張郷、南大里郷、祁家河郷

## 出身者
- 司馬光 - 北宋の政治家・歴史家。
- 李俊 - 映画監督。